# 楊應奎 (正德進士)
楊應奎（1486年—1542年），字文煥，號澠谷，山東益都县（今属青州市）人，回族，明代詩人、书法家、政治人物。

## 生平
正德五年庚午科山東鄉試第七十六名。正德六年（1511年）联捷辛未科進士。歷任仁和縣令、兵部主事、禮部員外郎、禮部祠祭司郎中，嘉靖初出為陝西臨洮府知府。临洮任上，整顿驿政，开凿水渠，有惠政。官至南陽府知府。
嘉靖年間，以丁憂歸鄉，與馮裕、石存禮、蓝田、刘澄甫、刘渊浦、陈经、黄卿等人結成“海岱詩社”。文集《海岱会集》，多为田园纪趣诗。善书法，《青州遗闻》中，记载衡王向他求书。后得罪嘉靖皇帝，被革职归里。二子杨铭、杨金都以诗、书留名。

## 著作
曾纂修《临洮府志》、《南阳府志》。詩作輯入《海岱會集》。

## 家族
楊應奎始祖赛典赤·赡思丁及其先祖可麻拉丁，是伊斯兰教先知穆罕默德圣裔。成吉思汗西征时，聘请可麻拉丁来到中国，封云中郡公。赛典赤·赡思丁封咸阳王，子纳苏剌丁封延安王，孙伯颜察儿封奉元王。元代，有赛典赤后裔任益都路总管，在青州購買田产宅院。明洪武元年（1368年），纳苏剌丁後裔莫苏来此定居。因其世居北京的羊市，故借其音，改姓杨。
曾祖楊；祖父楊瑄，曾任壽官；父楊鸞。母趙氏。